# Vasco Pires
Vasco Pires (fl. 1481/1509) foi um compositor português do Renascimento estabelecido em Coimbra.

## Biografia

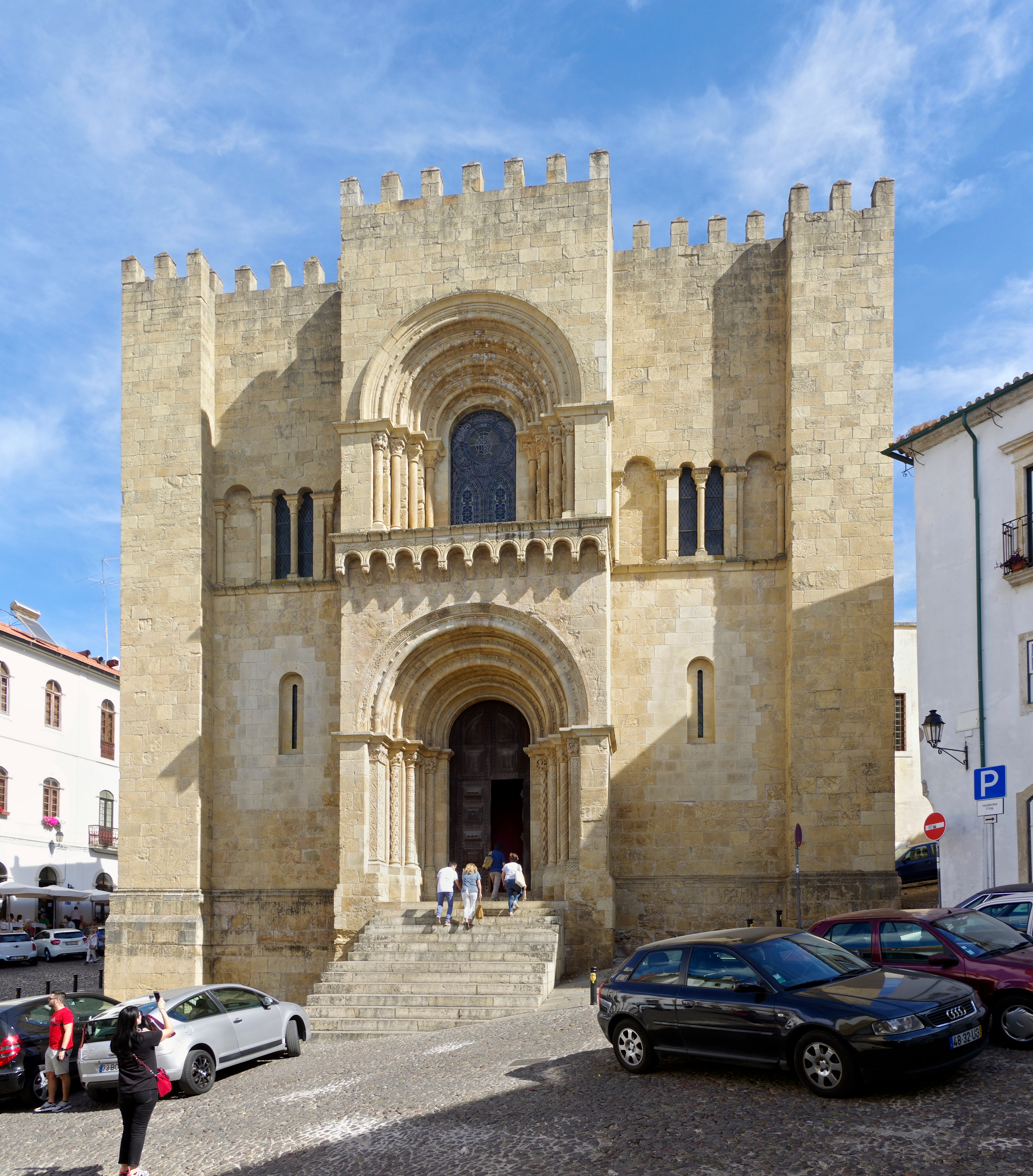
Sé Velha de Coimbra.

Pouco se conhece sobre Vasco Pires. É um dos primeiros compositores portugueses com obra conhecida, contemporâneo de Pedro de Escobar e Fernão Gomes Correia. Foi cantor e mestre de capela da Sé de Coimbra cidade onde trabalhou entre 1481 e 1509. Morreu antes de 1547, data em que é referido como tendo falecido.
A sua obra é de extrema importância e constitui um conjunto pequeno mas pioneiro no que toca às primeiras experiências musicais de Polifonia em Coimbra e, consequentemente, precursor de uma das mais importantes escolas de música do país.

## Obra
As suas obras que chegaram à atualidade encontram-se preservadas em diversos manuscritos na Biblioteca Geral da Universidade de Coimbra. Incluem:
- "Alleluia" a 3vv[4]
- "Magnificat" do 4.º tom a 2vv[2][4]
- "Magnificat" do 4.º tom a 4vv[2][4]

Um dos magnificat está também representado no Cancioneiro de Lisboa, manuscrito guardado na Biblioteca Nacional de Portugal.